# Вашон, Роже
Роже Вашон (фр. Roger Vachon, род. 29 августа 1957, Париж) — французский дзюдоист, чемпион и призёр чемпионатов Франции и Европы, призёр чемпионата мира, участник двух Олимпиад.

## Карьера
Выступал в полутяжёлой (до 95 кг), тяжёлой (свыше 95 кг) и абсолютной весовых категориях. В 1977—1989 годах 10-кратный чемпион Франции, 4-кратный серебряный и 3-кратный бронзовый призёр чемпионатов страны. Многократный победитель и призёр международных турниров. Чемпион (1981), серебряный (1983, 1985, 1986, 1987) и бронзовый (1982, 1984, 1986) призёр чемпионатов Европы. Бронзовый призёр чемпионата мира 1981 года в Маастрихте.
На летних Олимпийских играх 1984 года в Лос-Анджелесе занял 18-е место. На следующей Олимпиаде в Сеуле стал 19-м.

## Семья
Золовка — чемпионка Европы, мира и Олимпийских игр, дзюдоистка Катрин Флёри-Вашон.